# جمعية عنك الخيرية
جمعية عنك الخيرية هي منظمة خيرية مقرها عنك، بمحافظة القطيف، في المنطقة الشرقية للمملكة العربية السعودية. وهي مسجلة لدى وزارة الشؤون الاجتماعية برقم (403). تأسست جمعية عنك الخيرية في 20 يناير 2007م، الموافق 1 محرم 1428هـ.

## الأهداف
1. العمل على محاربة ظاهرة الفقر والبطالة.[1]
2. مساعدة الأسر الفقيرة على إيجاد دخل ثابت يفي باحتياجاتها.[1]
3. القيام ببعض الأنشطة الاجتماعية والثقافية التي تزيد وعي المجتمع.[1]
4. الاهتمام بعنصر التدريب والتأهيل، والعمل على جعل المجتمع في تطور مستمر.[1]
5. إنشاء بعض المشاريع الخدمية للمجتمع مثل روضة أطفال ومستوصف، ونحوها.[1]
6. رعاية ذوي الاحتياجات الخاصة من المعاقين وغيرهم، وتقديم المساعدة لهم.[1]

## المستفيدون الأساسيون
1. الأيتام.
2. الفقراء.
3. الأطفال.
4. الغارمون.
5. الأرامل والمطلقات.

## المشاريع المُطلَقة
أقامت الجمعية دورات للطلبة والطالبات بلغت في مجملها 53) دورة في تخصصات مختلفة. وبلغ عدد المستفيدين منها أكثر من 2,300 طالب وطالبة. أطلقت الدورات في مجالات مختلفة مثل: اللغة الإنجليزية، والحاسب الآلي، والاستعداد لاختباري القدرات العامة والتحصيل العلمي. وغيرها، نفذت الجمعية عدداً من البرامج لتحفيز مستفيديها من الطلبة والطالبات على رفع مستوى تحصيلهم العلمي من خلال احتفالات تكريم الطلاب والطالبات المتفوقين. كما أطلقت الجمعية مشروع توظيف 300 شاب وفتاة من مستفيدي الجمعية، وذلك من خلال تدريبهم وتأهيلهم وإعطائهم الدورات المكثفة في اللغة الإنجليزية والحاسب الآلي ومن ثمَّ توظيفهم في عددٍ من الشركات الرائدة في سوق العمل بالمنطقة الشرقية. إضافةً إلى إطلاق الجمعية مشاريع ترميم المنازل ورعاية الأيتام والتأمين الطبي لهم، وكذلك دعم ومساعدة أكثر من 400 أسرة من الأيتام والأرامل والمساكين والفقراء والمحتاجين.

## أعضاء مجلس الإدارة
- إبراهيم ناصر محمد السياري
- جاسم مشعل شبيب السديري[4]
- حمد مبارك خالد الخالدي:
- خالد عبد الله عبد الرحمن ال سعيد
- خالد مبارك خالد الخالدي
- عبد الحكيم حمد عمار الخالدي
- عبد الله عويضه صالح الخالدي
- عقيل عبد الرزاق مبارك العقيل
- عويد طويلع مليحان المهاشير
- فهد عبد الله حمود الخالدي
- محمد حمود تركي الخالدي

## وصلات خارجية
- موقع جمعية عنك الخيرية الرسمي.
- إنجازات جمعية عنك الخيرية للخدمات الاجتماعية لعام 1437هـ مع تحيات اللجنة الاعلامية.